# Unxia (Asteraceae)
Unxia là một chi thực vật có hoa trong họ Cúc (Asteraceae).

## Loài
Chi Unxia gồm các loài:
- Unxia camphorata
- Unxia suffruticosa